# 십사일파
십사일파(十四日派, Quartodecimanism, 라틴어: quarta decima, 레 23:5, )는 주의 유월절인 니산월(정월) 14일날 저녁에 시작하는 유월절 축제를 지키는 초기 기독교회의 관습을 말한다.
유대인들은 유월절 다음날(15일)부터 시작하여 7일간 지속되는 무교절을 포함하여 유월절이라고 부르기도 한다. 성경에서는 영원한 규례라고 말한다. 기독교인들이 이 절기를 지키는 것은 논쟁이 되어 왔다.

## 역사
십사일을 지키는 규례는 예루살렘 교회와 소아시아 교회가 그해 첫달인 아비브 14일에 유월절을 지켰기 때문에 분쟁이 되었다. 사도적 전통을 유지하는 감독들의 총회에서는 이 집례를 정죄하였다.

## 같이 보기
- 새 언약